# Koprodukt
Koprodukt – pojęcie w teorii kategorii będące uogólnieniem sumy rozłącznej zbiorów i zewnętrznej sumy prostej przestrzeni liniowych. Koprodukt jest konstrukcją dualną do produktu.

## Definicja
Koproduktem obiektów {\displaystyle A,B\in C} nazywamy obiekt oznaczany {\displaystyle A+B} (niekiedy też {\displaystyle A\sqcup B}) wraz z morfizmami {\displaystyle w_{A}\colon A\to A+B} i {\displaystyle w_{B}\colon B\to A+B} taki, że dla każdego obiektu {\displaystyle P\in C} i morfizmów {\displaystyle f\colon A\to P} i {\displaystyle g\colon B\to P} istnieje dokładnie jeden morfizm {\displaystyle h\colon A+B\to P} taki, że {\displaystyle f=h\circ w_{A}} i {\displaystyle g=h\circ w_{B}.}

## Przykłady
- W kategorii Set koproduktem zbiorów {\displaystyle A} i {\displaystyle B} jest suma rozłączna zbiorów {\displaystyle A} i {\displaystyle B} wraz z włożeniami {\displaystyle w_{A}(x)=(x,0)} i {\displaystyle w_{B}(x)=(x,1)}
- W kategorii Top{\displaystyle _{\diamond }} przestrzeni topologicznych {\displaystyle X} z wyróżnionymi punktami bazowymi {\displaystyle x^{\diamond }\!\in \!X} i przekształceń ciągłych zachowujących punkty bazowe, dla dowolnych obiektów {\displaystyle (A,a^{\diamond })} i {\displaystyle (B,b^{\diamond })} przestrzeń {\displaystyle A\vee B} złożona z wszystkich par {\displaystyle (a,b)} takich, że {\displaystyle a=a^{\diamond }} lub {\displaystyle b=b^{\diamond },} jest ich koproduktem.
- W posecie {\displaystyle (P,\leqslant )} traktowanym jako kategoria koproduktem elementów {\displaystyle a,b} jest {\displaystyle \sup\{a,b\}.}